# Ove Arup
Ove Nyquist Arup, CBE, MICE, MIStructE, conhecido como Ove Arup (Newcastle upon Tyne, 16 de abril de 1895 — Londres, 5 de fevereiro de 1988), foi um engenheiro anglo-dinamarquês.
Foi um dos mais conceituados engenheiros estruturais arquitetônicos de sua geração. Fundou a firma de engenharia Arup.

## Infância e educação
Arup nasceu em Newcastle, Inglaterra, em 1895, filho de Jens Simon Johannes Arup e Mathilde Bolette Nyquist. Frequentou a Academia Sorø, na Dinamarca - Um internato com muitas influências do Dr Thomas Arnold da Rugby School no Reino Unido.

## Projetos notáveis

### Highpoint I
Highpoint I, construído em 1935, foi um experimento importante no projeto residencial de arranha-céus e foi uma das colaborações mais significativas de Arup com Lubetkin. Mais tarde, Arup criticou o projeto como tendo falhas significativas.

### Ponte Kingsgate

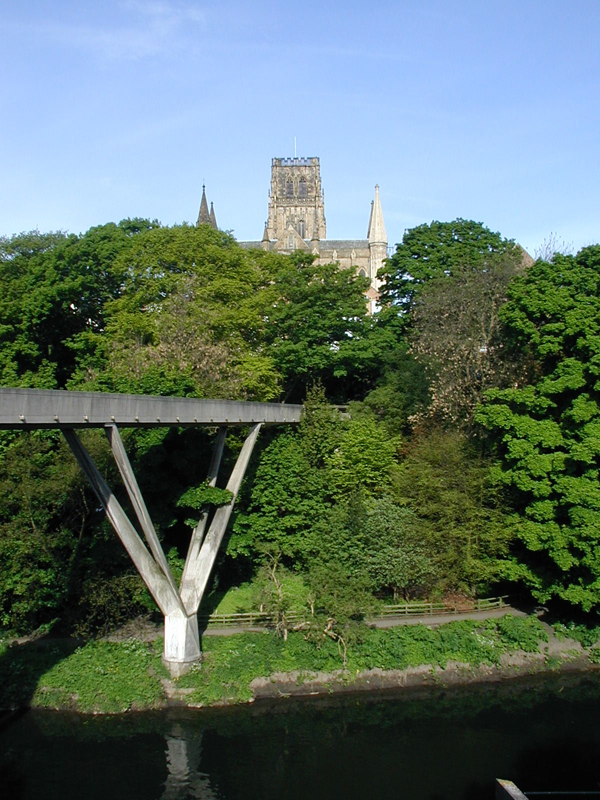
A Ponte Kingsgate é vista da União de Estudantes de Durham, a Catedral acima

Ove Arup pessoalmente supervisionou a concepção e construção de Ponte Kingsgate de Durham em 1963. primeira ponte da empresa, Arup foi particularmente ligado ao projeto e teve suas cinzas espalhadas a partir dele após a sua morte. Um busto de Arup que foi colocado em uma extremidade da ponte foi roubado no verão de 2006, mas já foi substituído. Ponte Kingsgate foi a última estrutura projetada por Arup.

### Passarela Van Ginkel
A passarela Van Ginkel de meados do século é um estilo cantilever, o que significa que a ponte é ancorada ao solo em apenas uma extremidade, enquanto o outro lado paira. A ponte, que paira no chão em uma extremidade, recebeu a designação de patrimônio em 2020. A arquiteta da ponte foi Blanche Lemco van Ginkel, que recebeu a medalha de ouro do Royal Architectural Institute of Canada pelo conjunto de sua obra.

### Sydney Opera House
Arup foi o engenheiro de design para o Sydney Opera House, em Sydney, na Austrália desde o início do projeto em 1957 para a sua conclusão em 1973. Um edifício icónico fazendo inovador uso de concreto pré-moldado, estrutural cola e análise de computador, isso fez A reputação de Arup e da sua empresa, apesar da relação de trabalho extremamente difícil com o arquitecto Jørn Utzon.

## Horarias
- 1965 Knight First Class da Ordem Real do Dannebrog
- 1966 Medalha de Ouro do Royal Institute of British Architects
- 1971 Cavaleiro britânico
- 1973 Medalha de Ouro da Institution of Structural Engineers
- 1975 Knight Commander First Class da Ordem de Dannebrog
- 1987 Acadêmico Real